# Nicolás de Modruš
Nicolás de Modruš (en croata: Nikola Modruški/Kotarski, c. 1427-1480) fue un obispo e intelectual croata que, después de ascender en los rangos eclesiásticos en Croacia y Hungría, pasó la mayor parte de su carrera en los Estados Pontificios. Durante su vida fue autor de al menos ocho obras sobre diversos temas. Aunque inicialmente quería establecer su nombre como teólogo y filósofo, más tarde desarrolló un mayor interés en la retórica e historiografía humanista. En 1478/1479, escribió un tratado en defensa del alfabeto glagolítico que envió desde Roma al obispado de Modruš. Este es considerado como el primer tratado polémico en la historia de la literatura croata, y fue escrito en glagolítico. Murió en 1480 y fue enterrado en la iglesia de Basílica de Santa María del Popolo en Roma. 

## Obras
- Dialogus de mortalium felicitate (1464)
- De titulis et auctoribus Psalmorum (1465)
- De consolatione (1466)
- De bellis Gothorum (1474)
- De humilitate
- Defensio ecclesiasticae libertatis (1479)